# Il magico regno delle favole
Il magico regno delle favole (The 10th Kingdom) è una miniserie di genere fantastico trasmessa dal 27 febbraio 2000 su NBC.
La miniserie è stata trasmessa in Italia dal 23 marzo 2003 su Italia 1, e dal canale satellitare di Hallmark Channel con il titolo alternativo di Decimo Regno.

## Trama
La miniserie racconta le avventure di una giovane ragazza e suo padre dopo essere stati trasportati attraverso uno specchio magico da Manhattan ad un mondo incantato dove tutte le favole sono realtà. C'era una volta, un mondo parallelo e meraviglioso dove vivevano fate e streghe, fauni e folletti, un mondo dove le fiabe sono reali, dove Cenerentola, Biancaneve e Cappuccetto Rosso diventarono delle grandi regine e fondarono i 9 regni.
In quest'universo parallelo dove i nove regni delle fiabe coabitano, il principe Wendell, nipote di Biancaneve, è perseguitato dalla Regina Cattiva che vuole annientarlo per regnare al suo posto. Lei imprigiona, così, lo spirito del ragazzo nel corpo di un cane. Per salvarsi, il principe Wendell diventato un cane, attraversa lo specchio magico e si ritrova a New York dove fa la conoscenza della giovane Virginia e di suo padre Anthony.
Insieme, di ritorno nel mondo dei nove regni, essi vivranno un'epopea straordinaria di magia, humor e avventura per cercare di riportare la pace nel mondo delle fiabe.